# Nanguruwe (Newala)
Nanguruwe è una circoscrizione rurale (rural ward) della Tanzania situata nel distretto di Newala, regione di Mtwara. Conta una popolazione di 7 413 abitanti (censimento 2012).